# Кирданы (Житомирская область)
Кирданы́ (укр. Кирдани) — село на Украине, находится в Овручском районе Житомирской области.
Код КОАТУУ — 1824283001. Население по переписи 2001 года составляет 1123 человека. Почтовый индекс — 11135. Телефонный код — 4148. Занимает площадь 98,637 км².

## Адрес местного совета
11102, Житомирская область, Овручский р-н, с. Кирданы, ул. Леси Украинки, 5